# آلبدا د ایرگوا
آلبدا دِ ایرگوا (به اسپانیایی: Albelda de Iregua) یک روستا منطقهٔ مسکونی در بخش خودمختار لاریوخا در کشور اسپانیا است.
آلبدا دِ ایرگوا ۲۳٫۰۳ کیلومتر مربع مساحت دارد.